# Río Mvoung
El Mvoung es un río de Gabón. Es uno de los principales afluentes del Ivindo en el cual desemboca por su margen derecha. Es pues un subafluente del Ogooué.

## Geografía
El Mvoung nace en el norte de Gabón, un centenar de kilómetros al sur de la frontera con Camerún, no lejos de los nacimientos del Ntem, del Woleu y del Okano. Desemboca en el Ivindo en su margen derecha, 35 kilómetros aguas arriba de la desembocadura de este último en el Ogooué, después de haber seguido una dirección que va principalmente del norte hacia el sur.

## Hidrometría - Caudales en Ovan
El caudal del río ha sido observado durante 9 años (1966-1974) en Ovan, estación hidrométrica ubicada no lejos de donde desemboca en el Ivindo.
El caudal anual medio o módulo observado en Ovan durante este periodo ha sido de 150 m³/s para una superficie de cuenca de 8 900 km².
La lámina de agua en la cuenca asciende a 531 milímetros por año, lo que puede ser considerado como relativamente elevado.
El Mvoung es un río caudaloso, bien alimentado en todas estaciones y por lo tanto bastante regular. El caudal medio mensual observado en agosto, mes de estiaje, alcanza 57,5 m³/s, o sea cerca del 20 % del caudal medio del mes de noviembre (mes de águas máximas), lo que muestra una irregularidad estacional moderada. En el período de observación de 9 años, el caudal mensual mínimo fue  de 43 m³/s en agosto de 1974, mientras que el caudal mensual máximo se elevó a 381 m³/s en noviembre de 1970.

## Véase  también
- La selva de la Cuenca del Congo
- El Ivindo